# 기항지
《기항지》(Hamnstad)는 잉마르 베리만의 1948년작 영화이다.

## 줄거리
항구마을에 사는 베리트는 해외에서 갓 돌아온 선원 고스타와 관계를 시작한다. 베리트는 고스타에게 자신의 가족 문제등 여러 가지 일에 대해서 이야기한다.
소외, 남녀관계의 어려움, 청년 성문제, 낙태 등의 주제를 다룬다.

## 스탭
- 제작 - 하랄드 몰란더
- 각본 - 잉마르 베리만, 올레 랜스베리
- 음악 - 에를란드 폰 코흐
- 편집 - 오스카 로잔더

## 출연

### 주연
- 나인-크리스틴 욘슨

### 조연
- 버지타 발베르그
- 빌 휴스턴